# Taxilejeunea macrorhyncha
Taxilejeunea macrorhyncha là một loài Rêu trong họ Lejeuneaceae. Loài này được (Spruce) Stephani miêu tả khoa học đầu tiên năm 1914.